# Monumento al Ovejero
El Monumento al Ovejero es una escultura múltiple, conformado por doce figuras a escala natural. Se encuentra ubicado en el bandejón central de la Avenida Bulnes, en la ciudad de Punta Arenas, Chile.
Se encuentra representado un ovejero soportando el viento de las pampas, con las riendas de su caballo en una mano, y en la otra un látigo para guiar a sus ovejas.
Fue realizado por iniciativa del General Ramón Cañas Montalva y donado por Francisco Campos Torreblanca la que fue inaugurada en su primera versión de granito 1944. donde asistió el presidente de la época Juan Antonio Ríos.
El 1 de abril de 1962 fue inaugurada la actual escultura de bronce para asegurar su perpetuidad y la versión de granito fue donada a la ciudad de Coyhaique, capital de la vecina región de Aysén, que fue regalo de la ciudad de Punta Arenas. Se encuentra en la divisoria de las vías de la avenida Baquedano, que corre paralela al río Coyhaique, en el extremo norte de la ciudad.